# Dbx

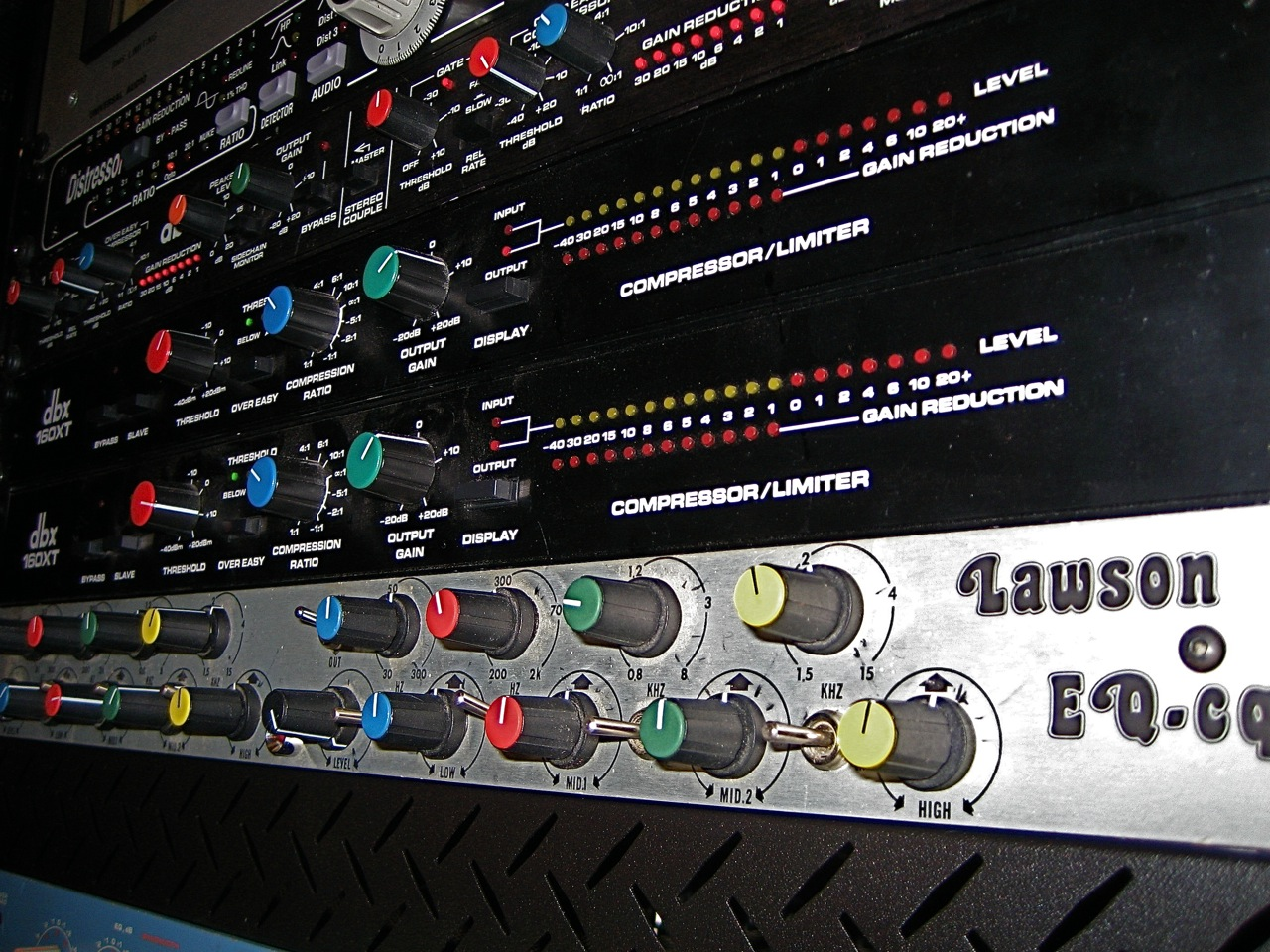
ラック中段に160XTリミッター/コンプレッサー

dbx（ディー・ビー・エックス）は、米国ユタ州の音響機器メーカーで、現在はハーマン・インターナショナル傘下にある。また、同社が開発したノイズリダクションシステム。

## dbx, Inc.
1971年、デヴィット・ブラックマー(David E. Blackmar)によって設立された音響機器メーカーである。dbxという社名は、創業者デヴィットのもつ Decibel Expansion というアイディアにちなんで命名された。　主力製品として、プロ用コンプレッサー、リミッター、マイクプリアンプ等シグナルプロセッサを製造する。

## dbxノイズリダクション

dbxノイズリダクションにおける圧縮伸長(コンパンディング)のダイナミックレンジ特性

dbxノイズリダクションは、コンパンディング技術を応用したノイズリダクションシステムであり1970年代初頭に創業者であるブラックマーによって発明された。アナログテープレコーダーやレコードなどに利用される。
録音時に原信号の全信号レベルを一律に最大レベルに近付けさせる（最大レベルを 0db とすると、たとえば、-20db → -10db, -10db → -5db といったように。ダイナミックレンジの圧縮）変換を掛けて、再生時には逆に小さい信号ほど小さくする逆変換（さきほどの例の場合なら -5db → -10db, -10db → -20db といったように。ダイナミックレンジの伸長）を掛けることによる、ノイズリダクションの方式で38cm/s以上のテープ速度を持ったオープンリールアナログテープデッキ用、およびサンプリング周波数が40kHz以上のデジタルレコーダー用に特化した業務用向けのType Iとアナログカセットテープデッキ用、および19cm/s以下のテープ速度を持ったオープンリールアナログテープデッキ用に特化した民生用（個人用）向けのType IIがある。
ドルビーノイズリダクションシステムなどと比べ、可聴域全帯域幅のノイズを抑圧できるという特長がある。一方でドルビー方式であれば高域を下げるなどの簡易的な方法でも一応それらしく再生できるのに対し、dbx方式は対応機器以外では、2000年代後半に目立つようになってきたマスタリングのような「音圧を上げた」状態で再生する他ない、という弱点がある。また変換に必須である指数・対数変換回路はテープの全盛期には高価であった。
圧縮伸長比は1：2であるため上記レベル変換となっているが、それ故他システムでの簡易再生は実質不可であった事も衰退の原因となった。類似システムには圧縮伸長比1：1.5のadres（東芝）、比は同じで周波数の帯域分割をしたSuperD（三洋電機）、コンパンダ（日立製作所）、ハイコム（テレフンケン）等のノイズリダクションシステムが挙げられる。

## 特許
- US application 3681618, BLACKMER, DAVID E., "RMS CIRCUITS WITH BIPOLAR LOGARITHMIC CONVERTER", published 1972-08-01
- US application 3714462, BLACKMER, D, "MULTIPLIER CIRCUITS", published 1973-01-30
- US application 3789143, BLACKMER, D, "COMPANDER WITH CONTROL SIGNAL LOGARITHMICALLY RELATED TO THE INSTANTANEOUS RMS VALUE OF THE INPUT SIGNAL", published 1974-01-29